# Die Hölle muss warten
Die Hölle muss warten («El infierno debe esperar», en alemán) es el quinto álbum de la banda alemana Eisbrecher, lanzado a la venta el 3 de febrero de 2012 en Alemania, y el 30 de marzo de 2012 en los Estados Unidos.

## Lista de canciones
| N.º | Título                       | Traducción               | Duración |  |
| 1.  | «Tanz mit mir»               | Baila Conmigo            | 3:17     |  |
| 2.  | «Augen unter Null»           | Ojos bajo cero           | 4:01     |  |
| 3.  | «Die Hölle muss warten»      | El infierno debe esperar | 4:02     |  |
| 4.  | «Verrückt»                   | Demente                  | 3:21     |  |
| 5.  | «Herz aus Eis»               | Corazón de Hielo         | 3:55     |  |
| 6.  | «Prototyp»                   | Prototipo                | 3:22     |  |
| 7.  | «Ein Leben lang unsterblich» | Una Vida Inmortal        | 3:42     |  |
| 8.  | «Abgrund»                    | Abismo                   | 4:19     |  |
| 9.  | «In meinem Raum»             | En mi habitación         | 3:12     |  |
| 10. | «Keine Liebe»                | Sin Amor                 | 3:58     |  |
| 11. | «Exzess Express»             | Exceso Expreso           | 3:25     |  |
| 12. | «Rette mich»                 | Sálvame                  | 3:56     |  |
| 13. | «Atem»                       | Aliento                  | 4:20     |  |
| 14. | «Treiben»                    | A la deriva              | 4:22     |  |
| 15. | «Böser Traum»                | Mal Sueño                | 4:07     |  |